# Conostethus roseus
Conostethus roseus är en insektsart som först beskrevs av Carl Fredrik Fallén 1829.  Conostethus roseus ingår i släktet Conostethus och familjen ängsskinnbaggar. Enligt den svenska rödlistan är arten starkt hotad i Sverige. Arten förekommer i Götaland och Öland. Artens livsmiljö är jordbrukslandskap. Inga underarter finns listade i Catalogue of Life.